# 靈異入侵
是一部1988年的美國砍殺電影，由湯姆·霍蘭執導，監製為大衛·科許納，編劇為唐·曼西尼。主演是凱薩琳·希克絲、迪娜·馬諾夫、克里斯·沙蘭登、亞歷斯·文森和布拉德·道里夫。
美高梅保留了第一部電影的版權，重拍成2019年電影。

## 劇情
劇情描述一位殺人犯－雷，在與警方的槍戰中，躲進了一間玩具店，而負傷瀕死的雷施了咒術讓自己的靈魂附生於 "Good-Guy dolls 好人娃娃"身上。之後，它被凱倫買了去當作安迪的生日禮物稱為恰吉，沒想到，卻是惡夢的開始。

## 演員
| 演員                         | 角色                                                    | 備註                                                                                  |
| 布拉德·道里夫                | 查爾斯·李·雷／恰吉配音 Charles Lee Ray／Voice of Chucky | 殺人犯，臨死之前將怨靈寄附於恰吉身上。                                                |
| 凱薩琳·希克絲                | 凱倫·巴克萊 Karen Barclay                               | 安迪的媽媽。                                                                          |
| 克里斯·沙蘭登                | 麥克·諾里斯 Detective Mike Norris                       | 警探，前來調查瑪姬謀殺案。使查爾斯重傷而死。                                          |
| 亞歷斯·文森                  | 安迪·巴克萊 Andy Barclay                                | 凱倫的小兒子，喜歡恰吉影集。                                                          |
| 迪娜·馬諾夫                  | 瑪姬·彼得森 Maggie Peterson                             | 凱倫的好友，帶著凱倫買下了詛咒的「恰吉」。 安迪生日當晚，被恰吉以鐵鎚攻擊而失足墜樓。 |
| 托米·斯威德羅                | 傑克·桑托斯(瑪利歐) Jack Santos (Mario)                 | 麥克的夥伴，始終不相信恰吉的真實性。                                                  |
| 傑克·科爾文                  | 阿德摩爾醫生 Dr. Ardmore                                | 心理醫生。 恰吉拿手術刀刺傷他的腳後，利用醫療儀器將他活活電死。                       |
| 雷蒙德·奧利維 Raymond Oliver | 約翰·西蒙森 John Simonsen (Dr. Death)                   | 查爾斯的巫術老師。 恰吉將利刃插進約翰的魔人偶，間接導致約翰死亡。                     |
| 尼爾·瓊托利                  | 艾迪·卡普托 Eddie Caputo                                | 雷的同夥，在槍戰中拋下雷獨自逃走。 最後被炸死在自己的巢穴中。                         |
| 艾倫·懷爾德                  | 克里斯威爾 Mr. Criswell                                 | 凱倫和瑪姬的共同上司，個性機車。                                                      |

## 外部連結
- 互联网电影数据库（IMDb）上《靈異入侵》的资料（英文）
- AllMovie上《靈異入侵》的资料（英文）
- 爛番茄上《靈異入侵》的資料（英文）
- Box Office Mojo上《靈異入侵》的資料（英文）
- 豆瓣电影上《靈異入侵》的資料 （简体中文）